# 拉斯蘭 (蒙大拿州)
拉斯蘭（英語：Larslan）是位於美國蒙大拿州瓦利縣的非建制地區。

## 歷史
拉斯蘭的郵局自1918年營運至今。

## 地理
拉斯蘭所處的海拔為高於海平面887米（即2910英呎），而該地所採用的時區為UTC-6，即北美山地時區（MST）。同時該地設有夏令時間，為UTC-7調快一小時，即UTC-6（MDT）。